# Stazione di Lavis FTM (1960)

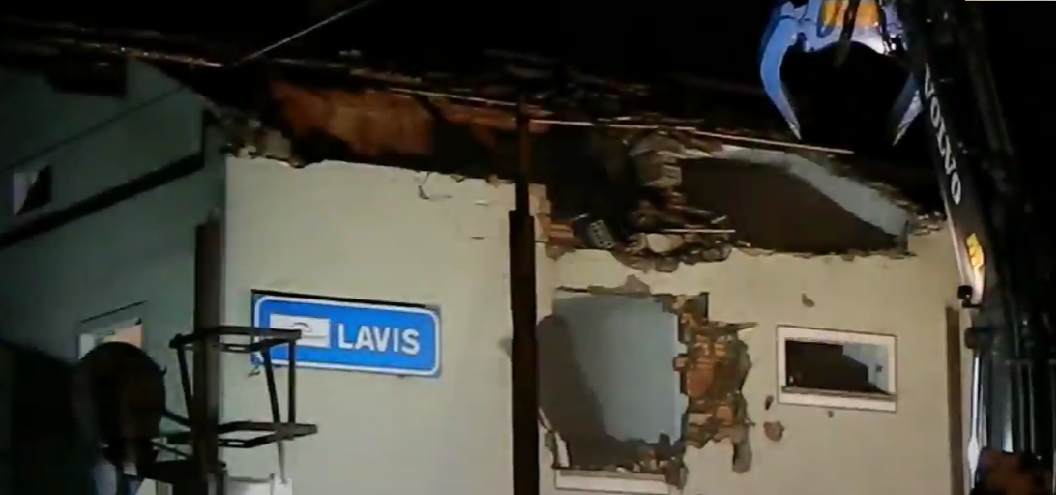
La stazione di Lavis durante la demolizione del fabbricato viaggiatori all'inizio del 2018

La stazione di Lavis FTM era una stazione ferroviaria della linea Trento-Malé-Mezzana, inaugurata nel 1964 in sostituzione della preesistente tranvia, che si trova nel comune di Lavis.
Il 27 giugno 2016 sono iniziati i lavori della nuova stazione sotterranea di Lavis, il 28 luglio 2018 è stata inaugurata sostituendo quella esistente.

## Strutture e impianti
La gestione degli impianti era affidata a Trentino Trasporti.
Prima della demolizione, il fabbricato viaggiatori era costituito da una costruzione in muratura, ad eccezione delle travi che sorreggevano il tetto, in legno. Si componeva su due piani di cui solo il piano terra era fruibile da parte dei viaggiatori; il piano superiore, invece, era una abitazione privata. La pavimentazione della banchina era in sampietrini. All'interno del fabbricato viaggiatori erano presente una biglietteria e una sala d'attesa.
La stazione disponeva di due binari: il secondo era di corsa, mentre il primo veniva usato in caso di coincidenza.
I due binari erano collegati fra loro da due passerelle.
Al primo binario erano disponibili numerose panchine e una piccola aiuola.

## Servizi
- Biglietteria
- Sala di attesa[1]

## Interscambi
- Fermata autobus[1]